# La Fidélité
Pour plus de détails, voir Fiche technique et Distribution.
La Fidélité est un film français d'Andrzej Żuławski, sorti en 2000.

## Synopsis
Photographe à succès, Clélia s'apprête à rejoindre le groupe de presse du canadien Mac Roi, qui publie des journaux à scandale. Ce dernier, individu sans scrupule, a eu jadis une liaison avec la mère de Clélia, gravement malade, et pourrait bien être le père de la jeune fille. Elle fait la connaissance de Clève, un éditeur de 35 ans, dont la société est sur le point d'être rachetée par Mac Roi. Ce qui n'aurait dû être qu'une aventure passagère se transforme bientôt en une relation durable. Seulement, Clélia est amenée à travailler avec Nemo, un paparazzi à l'air canaille, qui ne la laisse pas indifférente.

## Fiche technique
- Titre : La Fidélité
- Réalisation : Andrzej Żuławski
- Scénario : Andrzej Żuławski, librement adapté de l'œuvre de Madame de La Fayette
- Décors : Jean-Vincent Puzos
- Costumes : Caroline de Vivaise
- Photographie : Patrick Blossier
- Régisseur Général : Yorick Kalbache
- Montage : Marie-Sophie Dubus
- Musique : Andrzej Korzynski
- Producteur : Paulo Branco
- Sociétés de production :  Gemini Films en co-production avec France 3 Cinéma
- Pays :  France
- Langue originale : français
- Format : couleur - 1,85:1 - 35 mm  - Son Dolby
- Genre : drame
- Durée : 165 minutes
- Date de sortie :	
  - France : 5 avril 2000

## Distribution
- Sophie Marceau : Clélia
- Pascal Greggory : Clève
- Guillaume Canet : Nemo
- Michel Subor : Mac Roi
- Magali Noël : La mère de Clélia
- Marc François : Saint André
- Édith Scob : Diane
- Marina Hands : Julia
- Guy Tréjan : Julien Clève
- Manuel Le Lièvre : Jean
- Aurélien Recoing : Bernard
- Jean-Charles Dumay : Antoine
- Sylvain Maury : Le travesti
- Armande Altaï : la femme de Mac Roi